# 玲緒っぽいらじお
『玲緒っぽいらじお』（れおっぽいらじお）は、2011年2月13日からニコニコ動画にて配信されているWebラジオ番組である。配信は月2回。パーソナリティやリスナーによって『玲緒らじ』とも呼ばれる。

## 概要
同人ゲームサークル・ふぐり屋のアダルトゲーム作品『その花びらにくちづけを』のWebラジオである。同作品の登場人物の一人である川村玲緒役の杏花がパーソナリティを務める。杏花としてではなく、タイトルの通りあくまで「玲緒っぽい」人物としてのやり取りが多く見られる。リスナーも「ミカ女メイト」と呼ばれる。
杏花を楽させようという題目で第16回は玲緒の恋人である沢口麻衣役の和泉あやかがパーソナリティ、杏花がゲスト。また第10回には10回配信記念のため、第17回では第3回SHK総選挙の中間発表で玲緒と麻衣が1位と2位を獲得したため、二人がパーソナリティという変則回がある。
第3回から、ゲスト無しの回は食べ物（主にお菓子）をゲストとして想定する慣例がある。ラジオ内で杏花が名前を命名することもある。
第106回、ついに沢口麻衣役の和泉あやかがメインパーソナリティに昇格し、パーソナリティ2人体制が確立された。
第121回の放送翌週、関係者多忙により2016年夏頃再開を目途とし、新規配信一時休止が告知される。
2017年8月1日に音泉にてSP回として配信された。

## コーナー
むにゃドラ
玲緒が見ている夢という設定で、杏花が一人称視点でラジオドラマを演じる。ゲストが来ている回はゲストと二人で演じることもある。
インしたお
○○インしたお、と題してスタッフに質問をするコーナー。

### 終了したコーナー
ミカ女文芸部
世界の名言や格言、ことわざなどを紹介するコーナー。当初は紹介だけが趣旨だったが、ゲストの五行なずなの影響で、その名言を「その花」っぽく変えてみるような内容も加わった。これを楓枠と呼ぶこともある。教師役のあずまゆいがゲストの回は、教師と生徒という体で進行された。第24回で卒業と言う名の終了を迎えた。
バカ姫様
玲緒その他その花出演者に何か言ってもらいたい台詞を募集するコーナー。当初は多数採用されたリスナーへのご褒美的な企画だったが、一回に採用されるメールの少なさや、他にご褒美が用意出来るという理由から一般コーナーとなり、第24回で終了を迎えた。
ドレおもん
リスナーから寄せられた「こんな道具があったらいいな」というメールを、玲緒がドラえもん風に紹介するコーナー。第34回で終了を迎えた。
第3回SHK総選挙
その花キャラクターの人気投票。第3回なのは「本家」にあやかってとのこと。
ミカ女美術部
リスナーから寄せられた絵描き歌の歌詞に即席で曲を付けて描いてみるコーナー。第52回で終了を迎えた。
玲緒姫と麻衣王子
"玲緒と麻衣"の様に相性が抜群の物を二つ並べてニヤニヤするコーナー。第52回で終了を迎えた。
王立お悩み電話相談
リスナーから投稿された相談内容と解決策に対する一言を、玲緒とゲストが電話相談の体でやり取りするコーナー。第52回で終了を迎えた。
SHK総選挙 百合神様を作ろう
今まで出た全てのキャラクターの中からこれだと思う萌えポイントを募り、百合神様のビジュアルを決めようというコーナー。百合神様完成により、第53回で終了を迎えた。
玲緒王国 入国管理局
リスナーが行ったファン活動を報告するコーナー。玲緒王により活動が認められた者は入国を許可される。
グローバル百合ん百合んをお勉強しましょ
世界中に居るミカ女メイトに「色んな国の言葉で百合百合なセリフを言ったら」というのを教えて貰うコーナー。
とってもHで百合ん百合んにしてみよう
それほどHじゃないシーンを「あえて過剰にとってもHで百合ん百合んにしてみよう」というコーナー。
ミカ女笑点部
お題に沿ったメールをリスナーから募集するコーナー。
これって百合ですか？
「これって百合？」という話を聞いて、玲緒が"正真正銘の百合"か"百合妄想"かを判断するコーナー。

## ゲスト
| 2011年 （第01回 - 第022回） | 2011年 （第01回 - 第022回） | 2011年 （第01回 - 第022回） | 2011年 （第01回 - 第022回）    |
| 配信回                      | 配信日                      | ゲスト名                    | 備考                           |
| --------------------------- | --------------------------- | --------------------------- | ------------------------------ |
| 01                          | 2011年02月13日              | 五行なずな                  | 北嶋楓役                       |
| 04                          | 2011年03月26日              | 五行なずな                  | 北嶋楓役                       |
| 05                          | 2011年04月10日              | 五行なずな                  | 北嶋楓役                       |
| 010                         | 2011年06月26日              | 和泉あやか                  | 沢口麻衣役                     |
| 012                         | 2011年07月25日              | 和泉あやか                  | 沢口麻衣役                     |
| 014                         | 2011年08月27日              | あずまゆい                  | 墨廼江貴子役                   |
| 015                         | 2011年09月10日              | あずまゆい                  | 墨廼江貴子役                   |
| 016                         | 2011年09月24日              | 和泉あやか                  | 沢口麻衣役                     |
| 017                         | 2011年10月09日              | 和泉あやか                  | 沢口麻衣役                     |
| 019                         | 2011年11月13日              | カルピスソーダの精          | 声優だが名前が伏せられている。 |
| 020                         | 2011年11月26日              | 和泉あやか                  | 沢口麻衣役                     |
| 022                         | 2011年12月24日              | 和泉あやか                  | 沢口麻衣役                     |
| 2012年 （第023回 - 第046回） | 2012年 （第023回 - 第046回） | 2012年 （第023回 - 第046回）  | 2012年 （第023回 - 第046回） |
| 配信回                       | 配信日                       | ゲスト名                      | 備考                         |
| ---------------------------- | ---------------------------- | ----------------------------- | ---------------------------- |
| 025                          | 2012年02月11日               | 和泉あやか                    | 沢口麻衣役                   |
| 026                          | 2012年02月25日               | 和泉あやか                    | 沢口麻衣役                   |
| 029                          | 2012年04月14日               | 羽里さつき                    | 北嶋紗良役                   |
| 030                          | 2012年04月29日               | 羽里さつき カルピスソーダの精 | 北嶋紗良役 第19回に同じ      |
| 032                          | 2012年05月26日               | 和泉あやか                    | 沢口麻衣役                   |
| 033                          | 2012年06月09日               | 和泉あやか 羽里さつき         | 沢口麻衣役 北嶋紗良役        |
| 034                          | 2012年06月23日               | 和泉あやか 羽里さつき         | 沢口麻衣役 北嶋紗良役        |
| 035                          | 2012年07月14日               | 京藤サナ                      | 学園長役                     |
| 036                          | 2012年07月28日               | 羽里さつき                    | 北嶋紗良役                   |
| 037                          | 2012年08月11日               | 和泉あやか                    | 沢口麻衣役                   |
| 040                          | 2012年09月22日               | 和泉あやか                    | 沢口麻衣役                   |
| 041                          | 2012年10月13日               | 和泉あやか                    | 沢口麻衣役                   |
| 044                          | 2012年11月25日               | 黒井音瑚 秋本ねりね           | 安曇璃紗役 綾瀬美夜役        |
| 045                          | 2012年12月08日               | 和泉あやか                    | 沢口麻衣役                   |
| 046                          | 2012年12月22日               | 和泉あやか                    | 沢口麻衣役                   |
| 2013年 （第047回 - 第070回） | 2013年 （第047回 - 第070回） | 2013年 （第047回 - 第070回） | 2013年 （第047回 - 第070回） |
| 配信回                       | 配信日                       | ゲスト名                     | 備考                         |
| ---------------------------- | ---------------------------- | ---------------------------- | ---------------------------- |
| 047                          | 2013年01月13日               | 黒井音瑚                     | 安曇璃紗役                   |
| 048                          | 2013年01月26日               | 秋本ねりね                   | 綾瀬美夜役                   |
| 050                          | 2013年02月23日               | 和泉あやか                   | 沢口麻衣役                   |
| 052                          | 2013年03月23日               | カルピスソーダの精           | 第19回に同じ                 |
| 055                          | 2013年05月12日               | 和泉あやか                   | 沢口麻衣役                   |
| 057                          | 2013年06月08日               | 本野しおり 一ノ瀬心香        | 相原りんご役 高尾千秋役      |
| 058                          | 2013年06月22日               | 本野しおり 一ノ瀬心香        | 相原りんご役 高尾千秋役      |
| 059                          | 2013年07月13日               | 和泉あやか                   | 沢口麻衣役                   |
| 060                          | 2013年07月27日               | 和泉あやか                   | 沢口麻衣役                   |
| 061                          | 2013年08月10日               | 未瑛                         | 霧島雫役                     |
| 062                          | 2013年08月24日               | 未瑛                         | 霧島雫役                     |
| 066                          | 2013年10月26日               | 和泉あやか                   | 沢口麻衣役                   |
| 67                           | 2013年11月 9日               | 真鶴コウ                     | 蓬莱泉麗奈役                 |
| 068                          | 2013年11月23日               | 真鶴コウ                     | 蓬莱泉麗奈役                 |
| 069                          | 2013年12月14日               | 和泉あやか 黒井音瑚          | 沢口麻衣役 安曇璃紗役        |
| 070                          | 2013年12月28日               | 和泉あやか                   | 沢口麻衣役                   |
| 2014年 （第071回 - 第094回） | 2014年 （第071回 - 第094回） | 2014年 （第071回 - 第094回）              | 2014年 （第071回 - 第094回）      |
| 配信回                       | 配信日                       | ゲスト名                                  | 備考                              |
| ---------------------------- | ---------------------------- | ----------------------------------------- | --------------------------------- |
| 071                          | 2014年01月11日               | 黒井音瑚 秋本ねりね                       | 安曇璃紗役 綾瀬美夜役             |
| 072                          | 2014年01月25日               | 黒井音瑚 秋本ねりね                       | 安曇璃紗役 綾瀬美夜役             |
| 074                          | 2014年02月22日               | めりるゆか                                | 片倉優乃役                        |
| 075                          | 2014年03月08日               | めりるゆか                                | 片倉優乃役                        |
| 077                          | 2014年04月05日               | 星野ひかり あさおすずね                   | 氷川成美役 稲取晶役               |
| 078                          | 2014年04月19日               | 星野ひかり あさおすずね                   | 氷川成美役 稲取晶役               |
| 079                          | 2014年05月04日               | 和泉あやか                                | 沢口麻衣役                        |
| 080                          | 2014年05月17日               | 和泉あやか                                | 沢口麻衣役                        |
| 081                          | 2014年06月15日               | 桜川未央 未瑛                             | 粢エリス役 霧島雫役               |
| 085                          | 2014年08月10日               | 和泉あやか オパーリン                     | 沢口麻衣 杏花のリアル友人(一般人) |
| 086                          | 2014年08月24日               | 和泉あやか                                | 沢口麻衣役                        |
| 087                          | 2014年09月14日               | 和泉あやか                                | 沢口麻衣役                        |
| 088                          | 2014年09月27日               | 和泉あやか                                | 沢口麻衣役                        |
| 089                          | 2014年10月11日               | 和泉あやか                                | 沢口麻衣役                        |
| 090                          | 2014年10月25日               | 和泉あやか                                | 沢口麻衣役                        |
| 092                          | 2014年11月24日               | 真鶴コウ                                  | 蓬莱泉麗奈役                      |
| 093                          | 2014年12月13日               | あさおすずね 一ノ瀬心香 真鶴コウ 椿乃なお | A子役 B子役 C子役 D子役           |
| 094                          | 2014年12月28日               | 和泉あやか                                | 沢口麻衣役                        |
| 2015年 （第095回 - 第117回） | 2015年 （第095回 - 第117回） | 2015年 （第095回 - 第117回）          | 2015年 （第095回 - 第117回）                |
| 配信回                       | 配信日                       | ゲスト名                              | 備考                                        |
| ---------------------------- | ---------------------------- | ------------------------------------- | ------------------------------------------- |
| 098                          | 2015年03月01日               | 緑川円 咲智ゆん                       | 篠崎六夏役 白河沙雪役                       |
| 099                          | 2015年03月14日               | 緑川円 咲智ゆん                       | 篠崎六夏役 白河沙雪役                       |
| 100                          | 2015年03月28日               | 和泉あやか                            | 沢口麻衣役                                  |
| 101                          | 2015年04月11日               | 和泉あやか 桜川未央 真鶴コウ 椿乃なお | 沢口麻衣役 粢エリス役 蓬莱泉麗奈役 君島藍役 |
| 104                          | 2015年05月24日               | 田中理々                              | 小野原葉月役                                |
| 105                          | 2015年06月13日               | 椿乃なお                              | 君島藍役                                    |
| 106                          | 2015年06月27日               | 田中理々 椿乃なお                     | 小野原葉月役 君島藍役                       |
| 107                          | 2015年06月13日               | 田中理々 椿乃なお                     | 小野原葉月役 君島藍役                       |
| 110                          | 2015年09月13日               | 綾瀬とまり 三日月一花                 | 高幡莉菜役 三澤渚役                         |
| 111                          | 2015年09月26日               | 綾瀬とまり 三日月一花                 | 高幡莉菜役 三澤渚役                         |
| 114                          | 2015年11月14日               | 真鶴コウ                              | 蓬莱泉麗奈役                                |
| 115                          | 2015年11月28日               | 真鶴コウ                              | 蓬莱泉麗奈役                                |

## 主題歌

### オープニングテーマ
「勇気をください[渡れない虹]」（第23回 - ）
作詞 - sunny / 作曲 - CAP / 編曲 - xaki / 歌 - 本木咲黒
「その花びらにくちづけを 純真な花うらない」（第37回 - ）
作詞 - 杏花 / 作曲 - 桜井直哉 / 編曲 - 桜井直哉 / 歌 - 杏花
「初恋メロンKiss」（第77回 - ）
作詩 - 杏花 / 作曲 - 桜井直哉 / 編曲 - 桜井直哉 / 歌 - 杏花

### エンディングテーマ
「甘い花園」（第23回 - ）
作詞 - 濱田智之 / 作曲 - 濱田智之 / 編曲 - 大川茂伸 / 歌 - 春奈有美
「Twinkle Star Sweetie Star らぶらぶver」（第37回 - ）
作詞 - 桜井直哉、村山みどり / 作曲 - 桜井直哉 / 編曲 - 桜井直哉 / 歌 - 杏花、和泉あやか
「甘い花園～コンプリート mix～ 杏花ver」（第77回 - ）
作曲 - Tomoyuki Hamada / 編曲 - New Retoro Sapient / 歌 - 杏花